# Guillaume Gouffier de Bonnivet
Pour les articles homonymes, voir Gouffier.
 (août 2021).
Guillaume II Gouffier, seigneur de Bonnivet, né vers 1481 et mort le 24 février 1525 lors de la bataille de Pavie, est amiral de France et l'un des principaux conseillers de François Ier à partir de l’avènement de celui-ci en 1515, après avoir pendant plusieurs années fait partie du cercle des compagnons du prince, dont son frère aîné Artus était le précepteur.

## Biographie

### Origines familiales et formation
Parmi les huit enfants issus de son second mariage avec Philippine de Montmorency, fille de Jean II et tante du connétable Anne, c’est à l’un des cadets que Guillaume Ier Gouffier (ca. 1435-1495), seigneur de Boisy, donne son propre prénom.
On a peu de renseignements sur sa date de naissance, que l'on situe vers 1482.
Il a sept frères et sœurs : Artus, Louis, Adrien, Pierre, Charlotte, Anne et Aymar.
À sa mort en 1495, son père lui lègue la seigneurie familiale de Bonnivet, sous le nom de laquelle le jeune Guillaume est connu par la suite.

### Compagnon de jeunesse de François d'Angoulême
L’aîné de la fratrie, Artus, devient en 1506 gouverneur du jeune François d’Angoulême, héritier présomptif de Louis XII, au cas où celui-ci n'aurait pas de fils légitime.
Du fait de l’intimité avec le jeune prince que cette charge lui assure, Artus introduit son frère Guillaume dans le cercle des compagnons de François d’Angoulême.
Sensiblement plus âgé que François, né en 1494, et que ses autres compagnons, Guillaume prend sur eux un ascendant, qui a été déterminant pour la suite de sa carrière.

### Dans l’ombre d’Artus (1515-1519)
À l’avènement de François Ier à la couronne le 1er janvier 1515, Artus Gouffier devient le principal conseiller du jeune roi.
Guillaume demeure un proche de François, qui lui confie certaines missions, notamment la direction de la construction du nouveau port du Havre de Grâce dès le 7 février 1517.
Il reçoit la charge d'amiral de France le 31 décembre 1517 à la mort du précédent titulaire, Louis Malet de Graville. L'amiral de France est l’un des plus récents parmi les grands offices de la couronne : il a des attributions administratives et judiciaires sur le littoral de la Manche, tandis que d’autres amiraux existent pour la Bretagne, la Guyenne et la Provence.
En 1518, il est chargé de conduire l’ambassade envoyée auprès d'Henri VIII, mais le traité signé avec le roi d’Angleterre est préparé par les autres membres de l’ambassade, des diplomates aguerris.
Bonnivet bénéficie par la suite de plusieurs charges de capitaines de places fortes littorales (Nantes, Brest, Honfleur, Dieppe, Pont-Audemer). Il est possible d’y voir une tentative de François Ier de pallier l’éclatement de l’administration maritime par la concentration sur un seul homme de confiance d’un grand nombre de charges en la matière.

### La mort d’Artus et ses suites
Artus Gouffier meurt à Montpellier le 13 mai 1519, au cours de négociations engagées avec les représentants du jeune roi d'Aragon et roi de Castille Charles de Habsbourg, âgé de seulement 19 ans, mais qui est aussi souverain des Pays-Bas et comte de Bourgogne, chef de la maison de Habsbourg et candidat au trône impérial, que brigue aussi François Ier.
En mai, Guillaume se trouve en Allemagne quand il apprend la mort de son frère. Il s'y trouve depuis le mois de janvier 1519, car, à la suite de la mort de l’empereur Maximilien le 12 janvier 1519, François Ier l’a chargé de coordonner les contacts avec les princes-électeurs en vue de rallier leurs suffrages à sa candidature au trône impérial, face à celle de Charles. Celui-ci, qui bénéficie de son appartenance à la maison de Habsbourg, de sa parenté avec Maximilien (son grand-père paternel) et du soutien des Fugger, est élu roi des Romains en juillet 1519, sous le nom de Charles Quint (Charles V).
Malgré cet échec, Bonnivet ne tombe pas en disgrâce car il est chargé d’organiser l’entrevue du camp du Drap d'Or, le 7 juin 1520, entre François Ier et le roi d'Angleterre Henri VIII. Cette dernière tentative diplomatique reste sans résultat : la guerre est inévitable entre François Ier et Charles Quint.

### La sixième guerre d'Italie (1521-1525) et le désastre de Pavie
Durant l'été et l'automne 1521, Bonnivet est chargé de conduire une armée dans les Pyrénées. François Ier soutient en effet le roi de Navarre, Henri II, dont le royaume a été envahi en 1512 par Ferdinand d'Aragon, et qui n'a pu conserver que la Basse-Navarre. Le 19 octobre, le corps d'armée de Bonnivet s'empare de la ville fortifiée de Fontarrabie, dans la province de Guipuscoa, qui relève du royaume de Castille. Bonnivet revient auréolé de cette victoire.
En 1523, le roi le place à la tête de toute l’armée d’Italie. À la suite de plusieurs erreurs stratégiques et de la défaite de la Sesia (avril 1524), il est contraint de battre en retraite en Provence, qui est même envahie par les troupes de Charles Quint, qui mettent le siège devant Marseille. Mais une armée de secours commandée par le roi lui-même libère Marseille et repousse les troupes de l'empereur en Italie. Bonnivet reste aux côtés du roi pendant toute cette campagne.
Milan est prise en octobre 1524, mais plusieurs places fortes importantes pour le contrôle du duché restent aux mains des impériaux. Parmi ces places, la plupart des conseillers (notamment Jacques de La Palice) suggèrent de s’attaquer à Lodi, moins bien défendue. Bonnivet, pour des raisons de prestige, manifeste sa préférence pour Pavie, forteresse que les autres jugent imprenable. Très écouté par le roi, ce dernier suit sa décision.
Le 24 février 1525, l'armée française livre bataille devant Pavie. C'est un désastre : le roi est capturé et la fine fleur de la chevalerie française est massacrée. L'échec de Pavie doit-être en grande partie attribué à Guillaume Gouffier, selon Brantôme : il avait fait disgracier le connétable Charles III de Bourbon qui, rallié au camp adverse, mena l'assaut contre les Français. Puis, alors que les troupes françaises étaient débordées, Gouffier repoussa l'idée d'une retraite, pourtant proposée par les généraux les plus expérimentés, pour éviter une humiliation au roi. Voyant la catastrophe qui s'annonçait, Guillaume Gouffier décida de prendre lui-même les armes et fut tué, tout comme La Palice. 
« Il fut, dit Brantôme, en bonne réputation aux armées et aux guerres, au-delà des monts où il fit son apprentissage ; et pour ce, le roi (François Ier) le prit en grande amitié, étant d'ailleurs de fort gentil et subtil esprit et très habile, fort bien disant, fort beau et agréable, comme j'ai vu par son portrait. »
Son gisant est aujourd'hui visible en la Collégiale Saint-Maurice d'Oiron, proche de celui de sa mère, son frère Artus et son neveu Claude.
A sa mort, c'est Philippe Chabot qui lui succède en tant qu'amiral de France

## Famille
Le 14 juin 1506, alors qu’il n’était encore qu’un modeste cadet de famille, Bonnivet épouse, sous les auspices de son frère Artus, devenu chef de famille depuis la mort de leur père en 1495, Bonaventure du Puy du Fou, fille d’un chambellan et maître d’hôtel du comte d’Angoulême, père du futur François Ier. Ce mariage contribue donc à asseoir la position d’Artus auprès du futur roi de France, dont il était devenu la même année le gouverneur.
Après la mort de Bonaventure du Puy du Fou, c’est en 1517 que Bonnivet contracte un second mariage. Entretemps, il est devenu un grand seigneur fastueux, et ce second mariage est à l’aune de son nouveau statut : il épouse Louise de Crèvecœur, fille de François (époux de Jeanne de Rubempré) et petite-fille d'Antoine de Crèvecœur, Grand-louvetier de France, gouverneur d'Arras (et de sa 2° femme, Marguerite de La Trémoille-Dours, arrière-petite-nièce de Guy VI et nièce de Jeanne/Marguerite de La Trémoille, cette dernière étant la propre mère du demi-frère cadet d'Antoine, le maréchal Philippe de Crèvecœur d'Esquerdes), unique héritière d’un grand nom de la noblesse picarde et d’un ensemble considérable de seigneuries importantes, en Picardie ou plus au nord encore (Crèvecœur, Thoix, Thiennes, Engoudessen/Ingoutsent...). Ils ont trois fils, tous prénommés François, en hommage évident au rôle joué par le roi dans la fortune de Bonnivet.
- François l'Aîné (1518-1556), tué au siège de Volpiano dans le Piémont,
- François Gouffier dit le Jeune († 1594),
- François Gouffier († 1548), évêque de Béziers.

## Le château de Bonnivet
Le château, édifié par l’amiral sur ses terres poitevines, est une autre forme d’hommage rendu au roi.
Gratifié par François Ier de bienfaits considérables, Bonnivet a eu l’opportunité de consacrer cette fortune à la construction d’un château à sa démesure, sur ses modestes terres de Bonnivet, près de Poitiers. Dès 1515, il entreprend la construction d'un château flambant neuf, sans prendre appui sur le modeste édifice qui préexistait probablement ; mais la vue, depuis le versant de la colline, s'étend sur toute la plaine de Poitiers. Il adopte résolument un parti très moderne, tenant davantage du palais que du château-fort, abandonnant tous les signes distinctifs traditionnels de la demeure noble (à l'exception des douves). Il signifie par là que toute sa fortune lui vient du roi, et de lui seul.
Après son décès en 1525, l’édifice gigantesque, demeuré inachevé, est rapidement délaissé par ses descendants : son entretien est exorbitant et, surtout, il se trouve désormais très excentré, en Poitou, alors que le cœur des possessions des enfants de l’amiral et tous leurs réseaux familiaux sont en Picardie. Passé en d'autres mains, il sera démoli à la veille de la Révolution.
Les vestiges du château se trouvent actuellement sur le territoire de la commune de Vendeuvre-du-Poitou.